# 오르시아
오르시아(Orsia)는 서울 청담동에 본사가 위치한 보석을 취급하는 고급 브랜드이다. 1974년 서울시 종로구에 '영진사'라는 상호의 반지 공장으로 설립되었다.
작은 반지 공장에서 시작된 영진사는 주얼리 & 반지 매장으로, 도매사업까지 진출하게 되면서 상호를 '한양체인'으로 변경한다.
기존의 제품을 나열하는 형태의 카탈로그를 만들어 배포하던 업계 관행을 바꿔 국내 최초로 쥬얼리 디자인을 제시하는 디자인북을 만들었다. 이 '순금 디자인북'은 업계에 반향을 일으키며 엄청난 수주를 기록했다.
2005년 현재의 강남구 청담동으로 본사를 이전하며, '한스 주얼리'로 사명을 변경했다. 이후, 일본 주얼리 브랜드 'J.C.Bar'와의 협업으로 국내 시장에 본격적인 오더메이드 사업을 전개했다.
청담부티크에서는 매월 정기 순금 함량 검사를 실행하여 엄격한 순금 품질관리를 진행한다.
2025년 롯데면세점에 입점하며 글로벌시장에서 입지를 넓혀나가고 있다